# Lathuile
Pour les articles homonymes, voir La Thuile.
Ne doit pas être confondu avec La Thuile (France).
Lathuile, localement écrit sous la forme Lathuille, est une commune française située dans le sud du département de la Haute-Savoie, en région Auvergne-Rhône-Alpes. Membre de la communauté de communes des Sources du Lac d'Annecy, la commune comptait 1 076 habitants en 2022. Le village se situe sur la rive ouest du lac d'Annecy, sans en être riverain, au début de la vallée de Faverges. La commune est membre du parc naturel régional du Massif des Bauges.

## Géographie

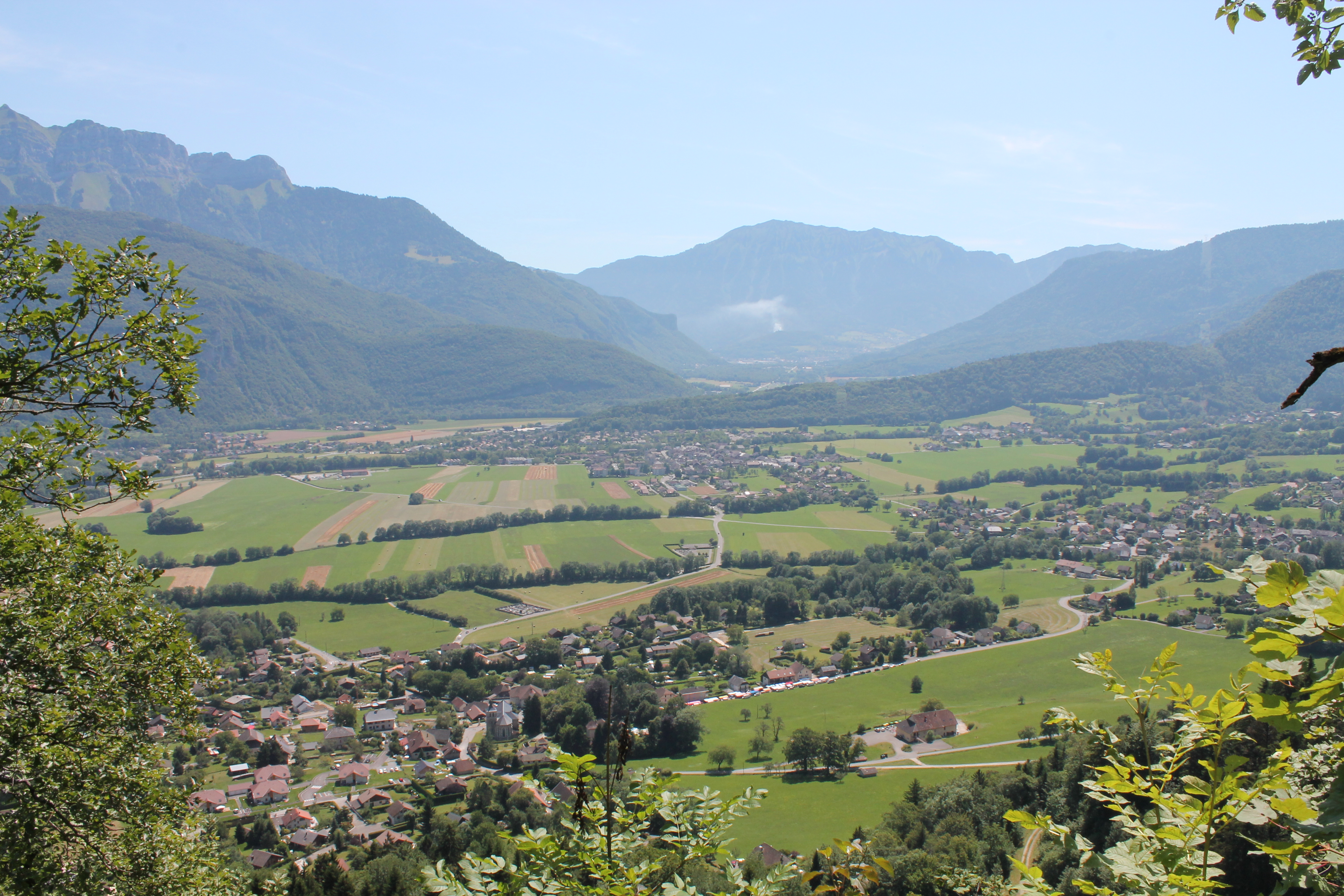
Vue de la vallée Faverges depuis l'oratoire d'Entrevernes. Lathuile se situe au premier plan, suivie de Doussard. Au loin Faverges, surplombée par La Belle Étoile (1843 m).

### Situation

#### Localisation
Le territoire communal de Lathuile se situe à l'extrémité sud-ouest de la combe du lac d'Annecy, sur les pentes sud-est du Taillefer. Ce massif appartient d'ailleurs au massif des Bauges. L'altitude moyenne de la commune est de 455 m.
La commune est membre du parc naturel régional du Massif des Bauges.
À vol d'oiseau, le village se situe à 8,2 km au nord-ouest de Faverges, le chef-lieu de canton et à 15 km au sud-est d'Annecy, la préfecture du département. Les autres principales villes se trouvent dans le département voisin de la Savoie, au sud-est Albertville à 18,6 km et plus éloignée, au sud-ouest Chambéry, située à 32,2 km.
Le chef-lieu de commune est localisé par l'Institut national de l'information géographique et forestière à la longitude 6° 12′ 13″ est et à la latitude 45° 47′ 00″ nord.

#### Communes limitrophes

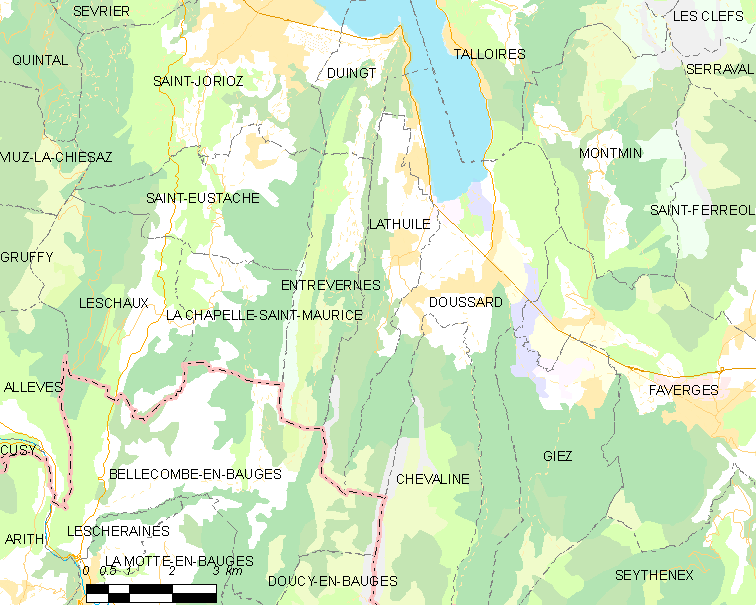
Lathuile et les communes voisines.

Lathuile est entourée par peu de communes. Du nord au sud, sur son côté est, la commune de Doussard, riveraine du lac d'Annecy. À l'ouest, à une altitude supérieure, Entrevernes. Au sud, Bellecombe-en-Bauges, commune du département voisin, la Savoie, est dans le massif des Bauges.

### Relief et géologie
Le territoire de la commune s'étale tout le long de la montagne du Taillefer, constituant la montagne d'Entrevernes, débutant au sud au niveau de la montagne de Bornette et de son col et qui descend jusqu'au rebord du lac d'Annecy, sans en être riverain. En effet, le rivage de cette partie du lac se trouve à Bredannaz, hameau appartenant à la commune de Doussard. Il s'agit d'une étroite bande d'une largeur maximale de 2 km. Le reste de la commune surplombe les marais du Bout-du-Lac.

### Hydrographie
La commune est parcouru par le ruisseau de la Bornette, d'une longueur de 7,7 km, et ses affluents, dont le ruisseau de la Mine. Ce dernier s'écoule vers le nord et se jette dans le lac d'Annecy, au niveau du lieu-dit Bout-du-Lac, situé sur la commune de Doussard.

### Climat
Le tableau suivant donne les normales mensuelles de température et de précipitations pour la station de Chambéry (station météorologique de référence pour Météo-France) relevées sur la période 1981-2010. La station est située à environ 32 km au sud-ouest de Lathuile, de l'autre côté du massif des Bauges, et elle se trouve à une altitude de 235 m.
La situation de Lathuile, d'une altitude médiane de 455 m, se trouve dans un climat continental montagnard caractérisé par une humidité marquée. Les hivers sont plus froids et neigeux que ceux observés dans l'avant-pays, comme à Chambéry, et la saison estivale douce avec parfois des épisodes orageux. Les intersaisons (avril et octobre) sont aussi en moyenne plus humides.
L'amplitude thermique est proche de celle observée pour la ville d'Annecy, 20,7 °C.
| Mois                              | jan.  | fév.  | mars  | avril | mai   | juin | jui.  | août  | sep.  | oct.  | nov.  | déc.  | année   |
| --------------------------------- | ----- | ----- | ----- | ----- | ----- | ---- | ----- | ----- | ----- | ----- | ----- | ----- | ------- |
| Température minimale moyenne (°C) | −1,4  | −0,7  | 2,1   | 5,1   | 9,7   | 12,8 | 14,7  | 14,2  | 11    | 7,4   | 2,5   | −0,2  | 6,5     |
| Température maximale moyenne (°C) | 5,8   | 7,9   | 12,6  | 16,3  | 20,8  | 24,6 | 27,4  | 26,6  | 22    | 16,7  | 10,1  | 6,4   | 16,5    |
| Record de froid (°C)              | −19   | −14,4 | −10,3 | −4,6  | −1,4  | 2,8  | 5,4   | 5     | 1     | −4,3  | −10,8 | −13,5 | −19     |
| Record de chaleur (°C)            | 17,9  | 20,5  | 25,1  | 29,5  | 32,7  | 36,1 | 38,3  | 38,8  | 32    | 29    | 23,3  | 22,7  | 38,8    |
| Ensoleillement (h)                | 77,7  | 104,4 | 156,7 | 172,8 | 202,5 | 234  | 260,1 | 232,5 | 176,3 | 121,4 | 71,2  | 60,6  | 1 870,3 |
| Précipitations (mm)               | 102,6 | 91,5  | 100   | 92,2  | 104,2 | 94,8 | 86,6  | 91,7  | 111,8 | 122,6 | 105   | 118   | 1 221   |

### Voies de communication et transports
Lathuile est accessible par la route. La commune se trouve en retrait de l'ex-RN 508 aujourd'hui route départementale 1508 qui se dirige au nord vers Annecy et au sud vers Albertville, via Faverges. Il faut donc prendre la direction du village en depuis Annecy par la « route du Taillefer puis route de Chaparon » depuis Bredannaz ou poursuivre sur la RD 1508 pour prendre la D 180 depuis le Bout-du-Lac, ou encore en provenance de Faverges traverser Doussard ou la « route de la plaine » depuis le pont sur l'Ire.
Depuis la D 1508, il est possible de rejoindre Albertville située à 25 km, ville depuis laquelle on peut rejoindre l'autoroute A430 permettant de  rejoindre la combe de Savoie menant à la vallée de Maurienne ou les métropoles de Chambéry ou de Grenoble ainsi que la RN 90 qui permet de se diriger vers les stations de sports d'hiver de la vallée de la Tarentaise. En remontant vers le nord, en traversant Annecy, il est possible de rejoindre l'autoroute A41 (sortie Annecy-Sud à 25 km ou Annecy-Nord à 28 km) permettant de se rendre vers la vallée de l'Arve à l'est ou de se diriger vers Chambéry, via Aix-les-Bains à l'ouest. On peut éventuellement rejoindre l'autoroute A40, dite « Autoroute Blanche » en empruntant l'ancienne RN508 direction Frangy.

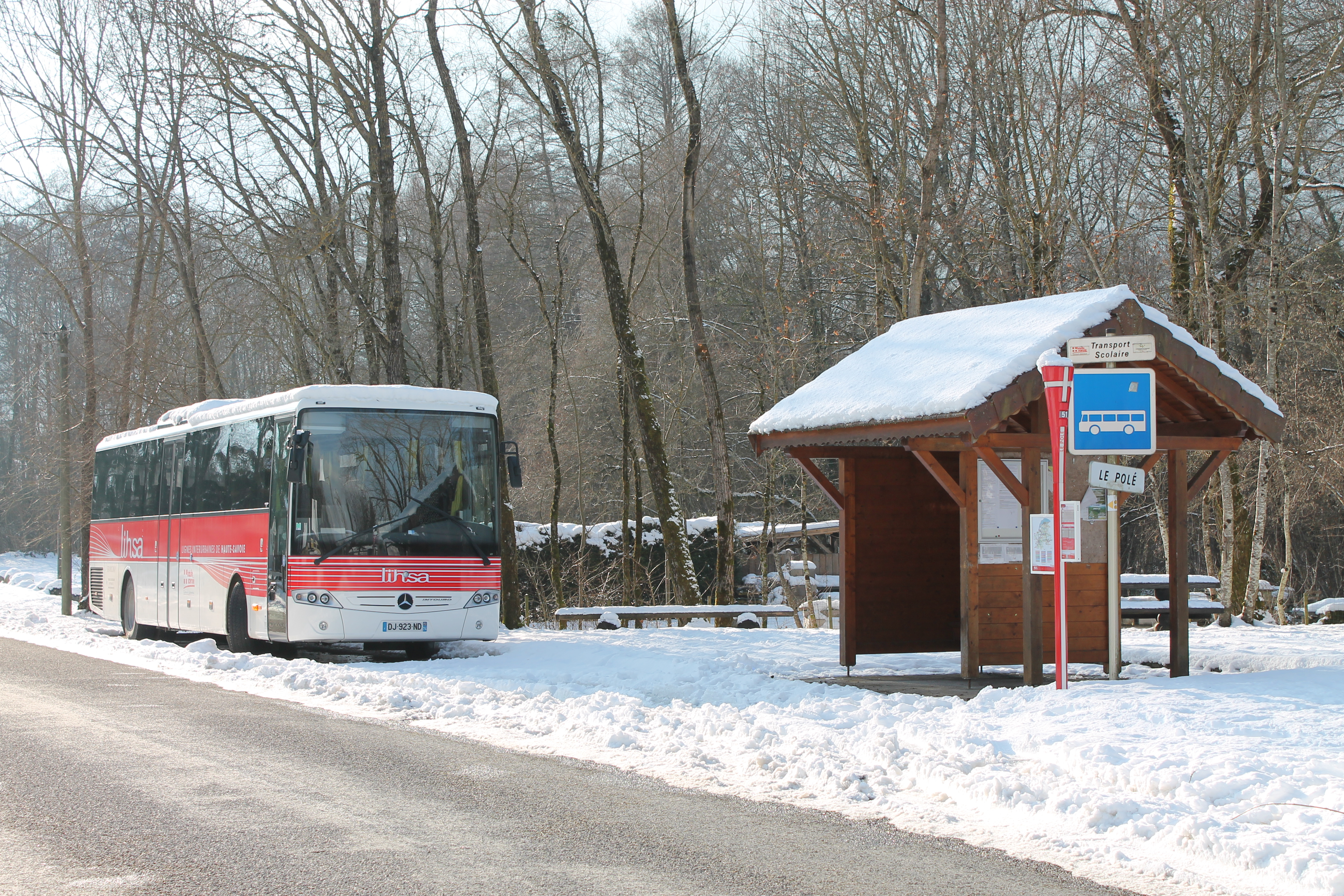
Arrêt de bus du Réseau LIHSA (Lignes interurbaines de Haute-Savoie), sur la commune de Lathuile.

La ville est reliée au reste du département et aux villes du département voisin par un service de cars journaliers assurant la liaison Annecy-Albertville par la société Philibert Transport, membre du réseau Lihsa (lignes interurbaines de Haute-Savoie). Il s'agit de la ligne 51 dont les autocars effectuent de façon quotidienne.
À partir d'Annecy, on peut se connecter au réseau ferré de la plate-forme multimodale de la gare d'Annecy. Pour les vols internationaux, l'aéroport français de Lyon-Saint-Exupéry se trouve à 142 km, soit environ 1 h 40, tandis que celui de Genève Cointrin, en Suisse, se situe à 67 km (soit environ 1 h).
La commune est également située à proximité de la piste cyclable ou voie verte, dite du lac d'Annecy, implantée sur l'ancien tracé de chemin de fer, longeant la RD 1508, entre Annecy et Albertville,. Le dernier tronçon reliant Giez à Val-de-Chaise (village de Marlens) a été réalisé entre 2004-2005. Elle mesure 30 km de long,. Elle est gérée par le Syndicat intercommunal du lac d'Annecy (SILA). Cette piste cyclable est considérée comme l'une des plus fréquentées de France. Cette ancienne ligne de chemin de fer disposait d'une gare sur la commune.
On peut aussi se rendre à Annecy par bateau depuis l'embarcadère de Doussard, grâce à l'une des trois liaisons journalières proposées par la Compagnie des bateaux du lac d'Annecy.

## Urbanisme

### Typologie
Au 1er janvier 2024, Lathuile est catégorisée bourg rural, selon la nouvelle grille communale de densité à sept niveaux définie par l'Insee en 2022.
Elle appartient à l'unité urbaine d'Annecy, une agglomération intra-départementale regroupant quatorze  communes, dont elle est une commune de la banlieue,,. Par ailleurs la commune fait partie de l'aire d'attraction d'Annecy, dont elle est une commune de la couronne,. Cette aire, qui regroupe 79 communes, est catégorisée dans les aires de 200 000 à moins de 700 000 habitants,.

### Occupation des sols
L'occupation des sols de la commune, telle qu'elle ressort de la base de données européenne d’occupation biophysique des sols Corine Land Cover (CLC), est marquée par l'importance des forêts et milieux semi-naturels (59,2 % en 2018), en augmentation par rapport à 1990 (57,9 %). La répartition détaillée en 2018 est la suivante : 
forêts (52 %), prairies (29,1 %), zones urbanisées (9,3 %), milieux à végétation arbustive et/ou herbacée (3,8 %), espaces ouverts, sans ou avec peu de végétation (3,4 %), espaces verts artificialisés, non agricoles (1,2 %), zones agricoles hétérogènes (1,1 %).
L'IGN met par ailleurs à disposition un outil en ligne permettant de comparer l’évolution dans le temps de l’occupation des sols de la commune (ou de territoires à des échelles différentes). Plusieurs époques sont accessibles sous forme de cartes ou photos aériennes : la carte de Cassini (XVIIIe siècle), la carte d'état-major (1820-1866) et la période actuelle (1950 à aujourd'hui).

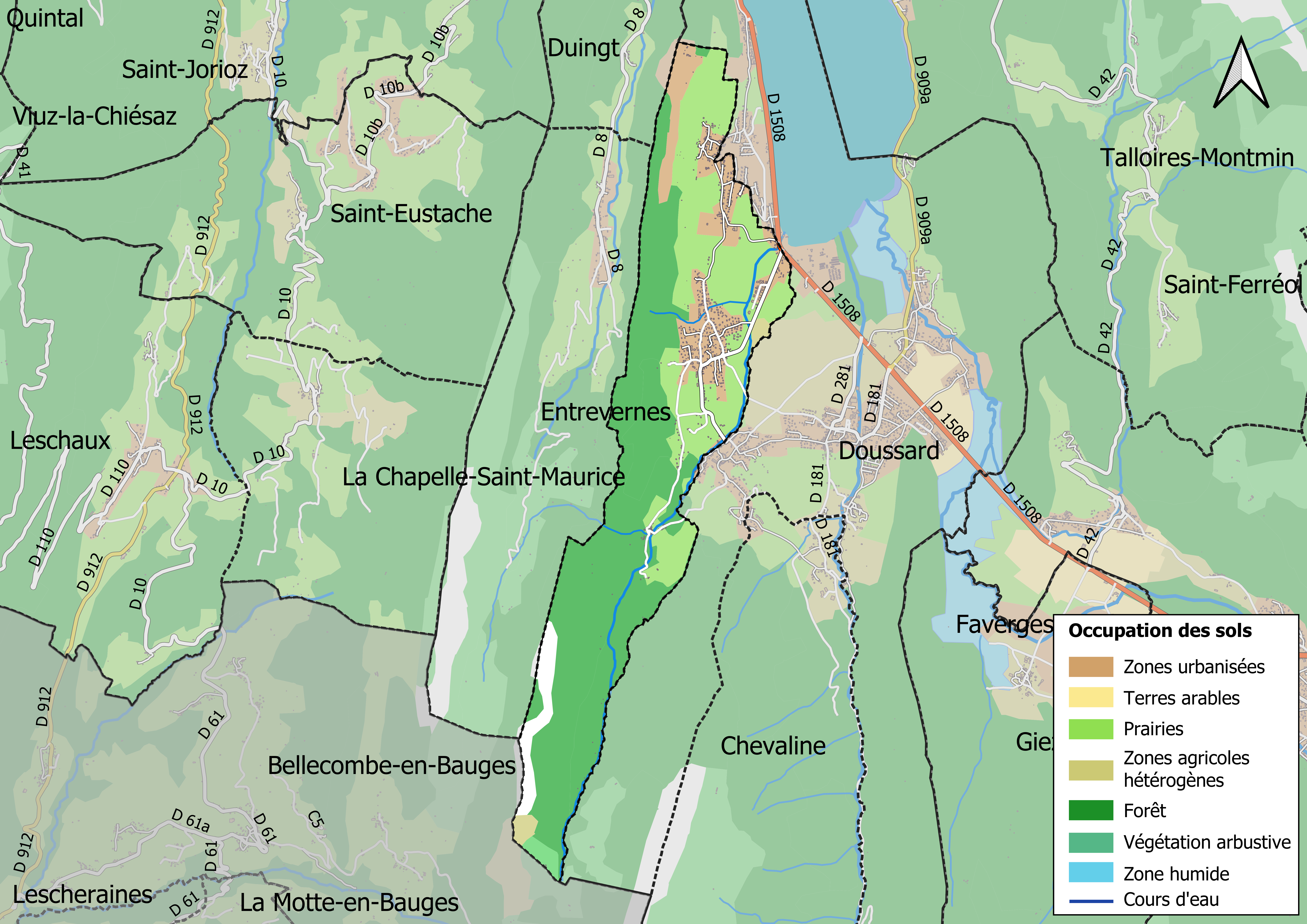
Carte des infrastructures et de l'occupation des sols en 2018 (CLC) de la commune.
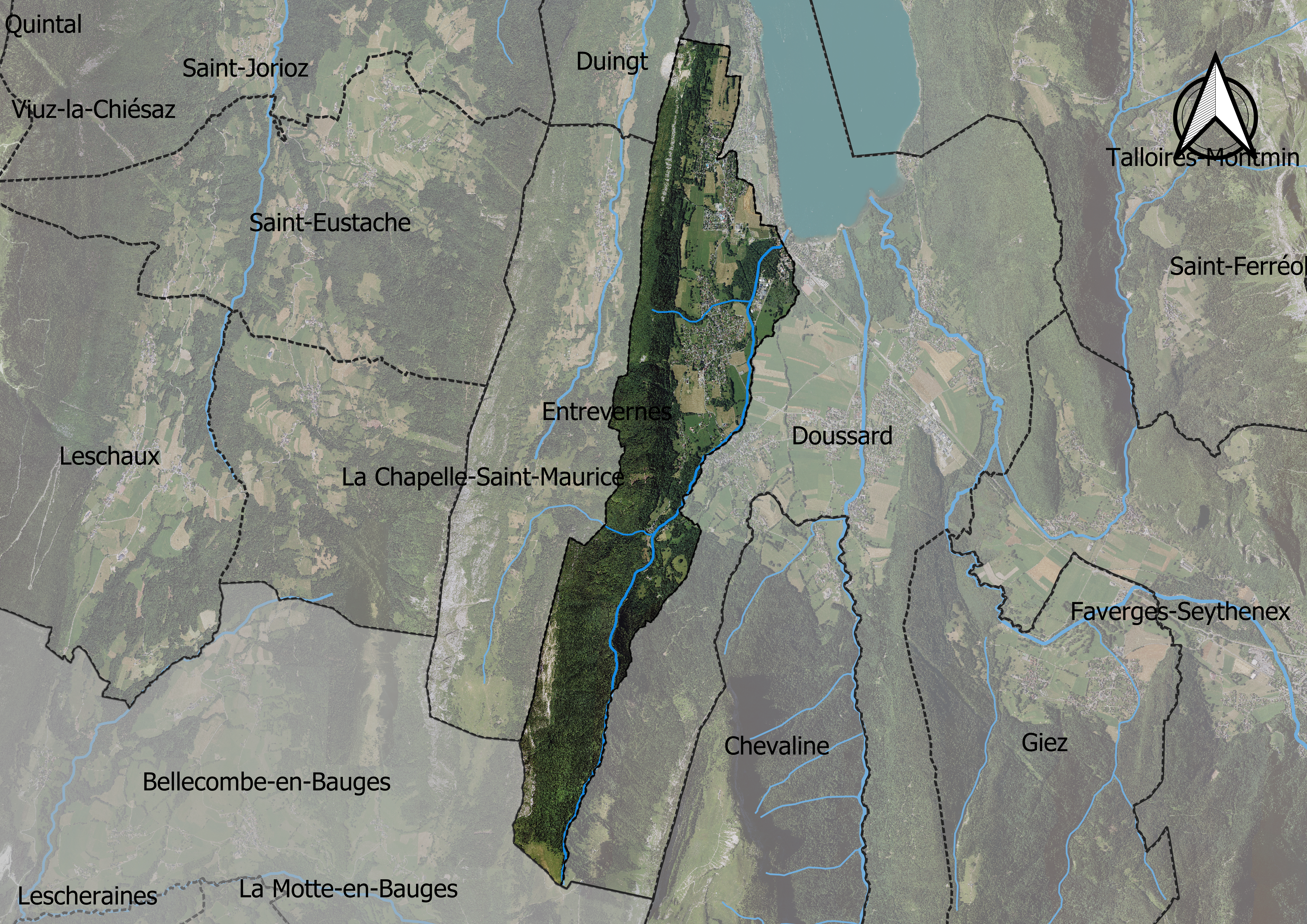
Carte orthophotogrammétrique de la commune.

#### Morphologie du village

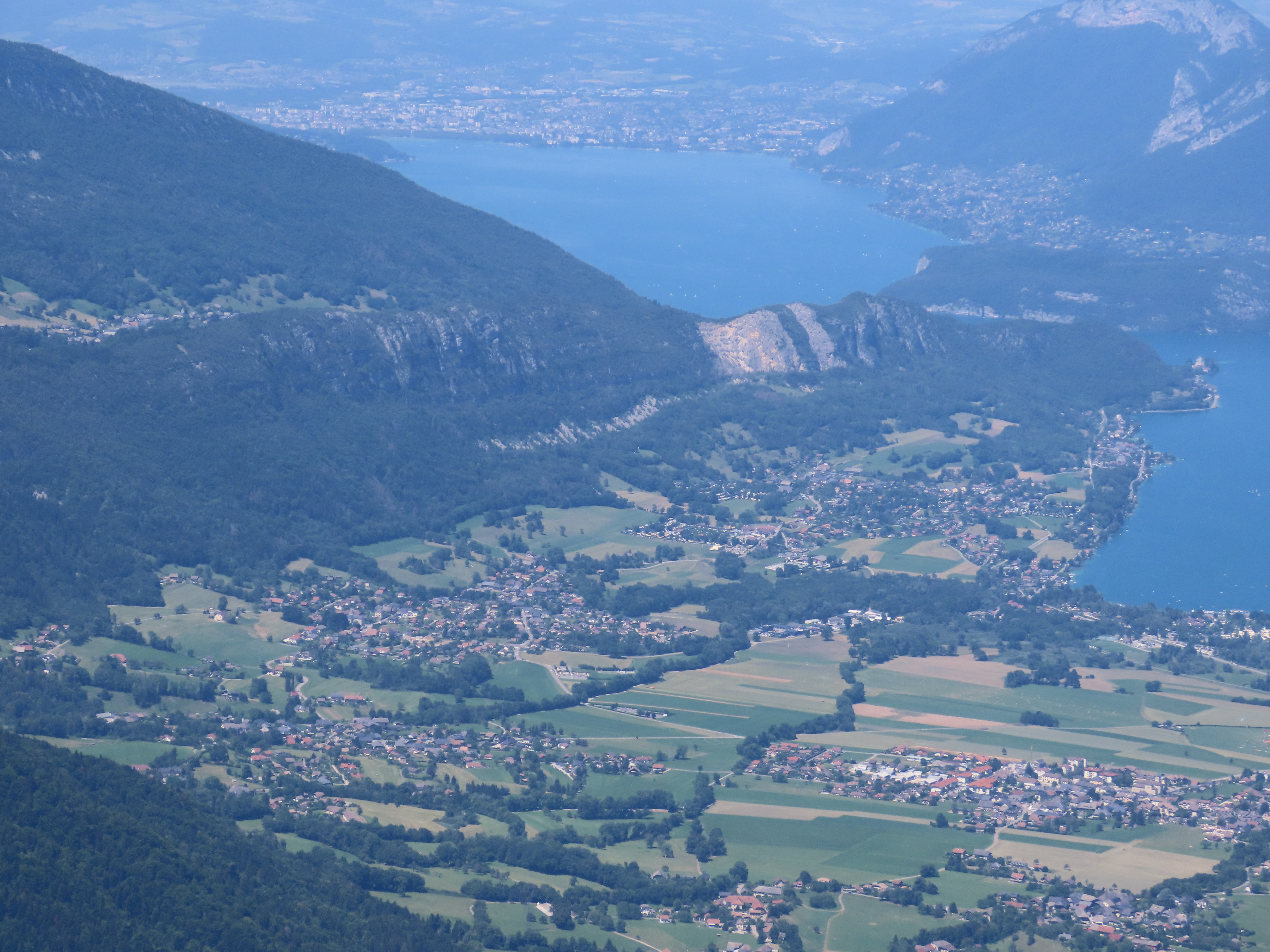
Vue depuis la pointe du Velan au sud-est de Lathuile et ses différents hameaux entouré de Doussard, Chevaline et Duingt.

La commune de Lathuile est composée d'un chef-lieu et de plusieurs villages et hameaux, installés entre 470 et 780 m d'altitude. Les quatre ensemble bâtis sont du nord au sud sont Saury, puis le chef-lieu Lathuile, Chevilly (Petit et Grand) et enfin Chaparon. Les lieux-dits ou hameaux sont au nombre de six avec La Porte, Chez Charrot, Chardonnet, Chez la Sourde - les Prots, la Perrière et enfin l'ancien de Montgellaz dont il ne reste aujourd'hui plus qu'une maison et un bassin.
Depuis les années 1980, des lotissements se construisent en dessous des noyaux anciens — Chef-lieu, la Porte, Chaparon — en direction de la plaine de Doussard (secteur Bout-du-Lac) et des rives du lac d'Annecy.

#### Habitation
En 2009, le nombre total d'habitations sur la commune était de 502, alors qu'il était de 387 en 1999. Cette augmentation suit la hausse démographique, la commune ayant gagné 231 habitants dans l'intervalle.
En 2009, parmi ces logements, 77,4 % étaient des résidences principales, 16,8 % des résidences secondaires et la part des logements vacants représentait 5,9 %. Ces logements étaient pour 77,2 % d'entre eux des maisons individuelles et pour 22,6 % des appartements (la part de ceux-ci était de 11,1 % en 1999). 55,6 % des maisons individuelles disposent de cinq pièces ou plus. La même année, 78,7 % des résidences principales étaient occupées par leur propriétaire, et 16,6 % par des locataires. Le taux de propriétaires a légèrement augmenté ces dernières années, puisqu'il était de 74,4 % en 1999. La commune ayant moins de 3 500 ménages, elle ne relève pas du seuil prévu par la loi de logements sociaux. Cependant la part de logements HLM loués vides (logements sociaux) est de 0,3 %.
En 2009, sur les 389 ménages habitant la commune, 47 ménages y vivaient depuis moins de deux ans, soit 12,2 %, 65 ménages, soit 16,6 % y vivaient depuis deux à quatre ans, enfin 178 ménages soit 45,7 % depuis plus de dix ans.

#### Ressources
L'alimentation en eau potable est en situation d'affermage avec la société Veolia. Le prix de l'eau par m³ est de 1 à 1,5 € (donnée d’août 2014). La commune compte un lieu principal de captage qui se trouve au niveau de la commune d'Entrevernes.
Le réseau d’assainissement est géré par le syndicat mixte du lac d'Annecy (SMLA). Les eaux de la commune sont traitées par la station d'épuration (aujourd'hui appelée UDEP, Unité de dépollution des eaux) de Siloé à Cran-Gevrier.

## Toponymie
La première mention de Lathuile apparaît dans le cartulaire de l'abbaye de Talloires de la fin du XIIe siècle - début du XIIIe siècle sous la forme Tuelli (la). En 1801, le toponyme utilisé est La Thuile.
Le toponyme Lathuile proviendrait selon l'origine la plus courante d'une exploitation du sol dès l'époque romaine. Sur les pentes du Taillefer, une proto-industrie minière s'est développée pour extraire des tuiles au lieu-dit Bredannaz, activité qui donna son nom à la commune. On a donc l'agglutination de l'article avec le mot « Thuile », qui désigne l'endroit où l'on extrait de l'argile,. Charles Marteaux (1861-1956) de l'Académie florimontane indiquait que le toponyme dérive du latin tegula (tuile) indiquant un bâtiment ou une villa de l'époque romaine sur la voie menant de Casuaria (Faverges) vers Boutae (Annecy). Toutefois, aucune trace d'un bâti n'a été mise au jour par l'archéologie.
En francoprovençal, le nom de la commune s'écrit Latuila. Localement, le nom de la commune a pu prendre parfois la forme Lathuille, avec deux « l », notamment sur les panneaux de signalisations de la commune.

## Histoire

### Antiquité
Au niveau du jardin de l'ancien château, des pièces romaines, dont un denier avec une représentation de l'empereur Trajan, ont été trouvées,. Cependant aucune fouille n'a permis de mettre au jour les traces d'une implantation romaine, de type villa.
Des tombes mérovingiennes, deux nécropoles, dont des ossements et un fragment de couvercle de sarcophage, ainsi que des tuiles romaines, ont été mises au jour en 1999, au lieu-dit Chichinal. Découvertes lors de travaux réalisés chez des particuliers, l'analyse et l'étude archéologiques sont faites par les membres des Amis de Viuz-Faverges.

### Période médiévale
L'église est mentionnée pour la première fois dans une bulle du pape Eugène III en novembre 1145. Celle-ci indique que l'église est placée sous l'autorité de l'abbaye de Talloires. La paroisse est sous le patronage de saint Ours d'Aoste.
Au Moyen Âge, le territoire de la paroisse relevait de la seigneurie de Ruange avec la paroisse de Chevaline et une partie de celle de Doussard, relevant du fief de Châteauvieux de Duingt, possession de la famille de Duin,. On trouve deux maisons fortes. Le château de la Thuille, mentionné en 1323 et en ruines dès la fin du XVIe siècle, est décrit comme la « maison de la Thuille ». Au XIIIe siècle, elle dépend de la famille Richard. Les seigneurs Richard de la Thuile portaient un blason d'argent à la croix de sable cantonnée de quatre fleurs de lys de gueules (selon A. de Foras). La dernière descendante de la famille, une certaine Béatrice, se marie avec le seigneur Amblard de Sionnaz. Au XVIe siècle, Melchior-Urbain de Sionnaz épouse une demoiselle appartenant à la famille de Chevron Villette. Leur fille épouse en 1560 François de Sales, seigneur de Sales, de Boisy et de Novel, père du futur évêque et saint François de Sales. Le château reste aux mains de la famille de Sales jusqu'en 1791.
En contrebas de ce château se situe une seconde maison forte, qui appartenait très probablement aux nobles de Bieux, originaires de Flumet, avant de passer aux Reveu, originaires de Bonneville au XVIIe siècle jusqu'en 1736. La tour d'origine est intégrée de nos jours dans la mairie-école de la commune.
Le 10 mai 1593, François de Sales est ordonné prêtre dans l'église de la paroisse, par Claude de Granier, évêque de Genève et en présence du prêtre Aimé Bouvard. Lors de sa visite pastorale, en octobre 1607, l'église comprend quatre chapelles.
L'histoire de la commune durant la période médiévale ne montre pas d'événements significativement notables. La paroisse semble posséder dès le XIVe siècle une martinette, soit un petit établissement où à l'aide d'un martinet on fabrique des outils en fer (ce qui en ferait une des plus anciennes du département), installée sur le nant d'Entrevernes, à proximité ou à l'emplacement d'anciens moulins et de battoirs mentionné en 1344. En 1717, le hameau d'Entrevernes est séparé de Lathuile et érigé en paroisse indépendante. Entre la fin du XVIIe siècle et le début du XVIIIe siècle, la période est marquée par des agitations paysannes face aux exigences seigneuriales,, notamment en raison d'une interdiction de pêcher dans le lac imposée par les seigneurs du mandement de Duingt. En 1697, cette affaire de pêche mène à quelques échanges de coups de feu entre une quarantaine d'habitants et les représentants du comte de Duingt, ainsi que la poursuite en justice du vicaire, à l'origine, semble-t-il, du mouvement. Les conséquences de ces troubles sont la baisse constatée des revenus versés à l'abbaye de Talloires,.

### Période contemporaine
Les hameaux de Bourgeal, détaché de Dhéré (aujourd'hui Duingt), et celui d’Entrevernes, séparé de la commune, deviennent une paroisse indépendante le 23 septembre 1717,.
Lors de l'annexion de la Savoie en 1792, la commune de La Thuile, avec Doussard et Montmin, est placée dans le canton de Duingt-D'Héré, du district d'Annecy, qui appartient au département du Mont-Blanc. Lors de la modification de ce département avec la création de celui du Léman, la loi du 28 pluviôse an VIII (17 février 1800), La Thuile est maintenu dans le département du Mont-Blanc dans l'arrondissement d'Annecy, mais intégré au canton de Faverges, qui regroupe 16 communes. Le clocher de l'église est « découronné ».
Lors de la restauration du duché de Savoie de 1814, le village de La Thuile retrouve le mandement de Duingt, situé dans la province du Genevois, puis 10 en 1818. La réorganisation administrative du duché de Savoie de 1818 ne modifie pas l'attachement de la commune, mais elle est appelée à Lathuile-en-Genevois. Lors des réformes de 1835-1837, La Thuile est détachée de Duingt pour le mandement de Faverges et qui est intégré à la nouvelle province de la Haute-Savoie qui a pour chef-lieu Albertville. Le mandement garde les mêmes 10 communes.
Lors de l'Annexion de 1860, Lathuile est maintenue dans le nouveau canton de Faverges, constitué au sein du nouveau département de la Haute-Savoie.
Dans la deuxième moitié du XIXe siècle, on découvre au hameau de Chevilly les « fondations formant des pièces d’environ huit pieds carrés contenant des squelettes » (1866), et au début du siècle suivant, 16 à 18 squelettes sans mobilier sont découverts au niveau du ruisseau de la Bornette, en amont du Pont-Éternel (1927). Le hameau de Bredannaz connaît un violent incendie en 1894.

#### Mine de lignite
Plus au sud, une autre ressource naturelle a été exploitée : le charbon, au-dessus du hameau de Saury, sur la commune d'Entrevernes. C'est après un éboulement qui s'est produit aux Molières en avril 1794 que des paysans découvrent une masse noire, du lignite, — une roche combustible contenant 70 % de carbone et ayant souvent l'aspect du bois fossilisé mais avec une valeur calorique trois fois moindre que celle de la houille. Après estimation, il s'avère que le gisement s'étend sur 12 km et affleure à plusieurs endroits sur une faible épaisseur.
Dans un contexte d'un duché de Savoie nouvellement intégré à la France révolutionnaire, la mine est rapidement exploitée pour les besoins militaires. Devant le manque de main-d’œuvre, des prisonniers de guerre sont utilisés pour l’exploitation de la houille.
L'industriel annécien Jean Alexis Collomb, et ses associés dont son gendre François Ruphy, obtiennent en mai 1795 la concession pour cinquante ans, créant ainsi la Société des Mines d’Entrevernes qui permet d'alimenter les fabriques de la ville d'Annecy,.
Lors d'une première époque, de 1796 à 1812, plusieurs entreprises (verreries, fabriques de sulfate de cuivre et de toile indienne) obtiennent des concessions. Une quarantaine d'ouvriers sont alors employés qui produisent à peu près 500 tonnes de charbon annuellement. À partir de 1819, la production annuelle double à 1 000 tonnes jusqu'en 1880. Descendu par traîneaux puis par chariots — on peut encore par endroits observer les traces laissées par les convois le long de la montagne sur le chemin pavé "de la mine" —, le charbon est ensuite transporté vers l'agglomération d'Annecy par bateaux à voile.
La mine est relancée de 1941 à 1948 pour alimenter les fours à gaz des industries (forges de Cran) et pour le chauffage des habitations. La mine est définitivement fermée en 1948.

#### Fusion de communes
Un projet de fusion entre le chef-lieu de canton, Faverges-Seythenex (7 800 habitants) et la commune voisine de Doussard (3 500 hab.), est envisagé en 2017. Les communes voisines comme Lathuile ainsi que Chevaline, Giez, Saint-Ferréol et Val-de-Chaise sont également invitées à participer au projet. En septembre 2018, le projet est abandonné à la suite du vote des conseils municipaux où seuls ceux de Faverges-Seythenex et de Lathuile ont voté pour.

## Politique et administration

### Situation administrative
La commune appartient au canton de Faverges-Seythenex, qui depuis le redécoupage cantonal de 2014, est composé de 24 communes. La ville de Faverges-Seythenex en est le bureau centralisateur.
Elle est aussi membre de la communauté de communes des Sources du Lac d'Annecy (ex-CC du pays de Faverges), et qui comporte six autres communes du pays de Faverges. Elles font suite à l'ancien SIVOM de Faverges, depuis l'an 2000.
La commune relève de l'arrondissement d'Annecy et de la deuxième circonscription de la Haute-Savoie.

### Administration municipale

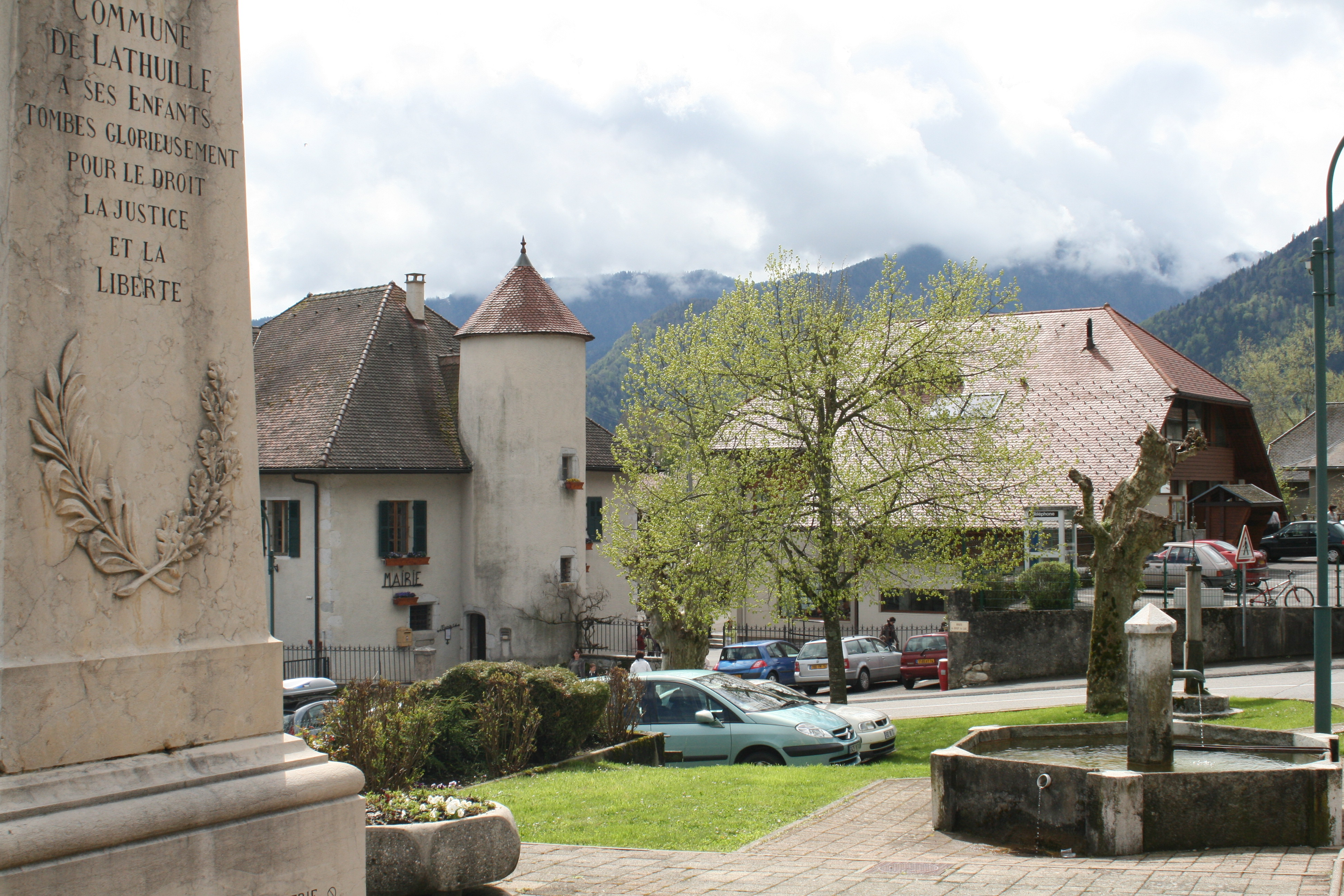
Vue du château-mairie-école et école maternelle de Lathuile depuis le monument aux morts.

Le nombre d'habitants au dernier recensement étant compris entre 500 et 1 499, le nombre de membres du conseil municipal est de 15.
À la suite des élections municipales de 2014, la répartition des sièges au sein du conseil municipal se fait comme suit :

### Tendances politiques et résultats
Aux élections législatives de 2012, le député sortant Lionel Tardy (UMP), est arrivé en tête au premier tour avec 40,55 % des voix, devant Denis Duperthuy (PS) avec 26,42 %. La troisième place est occupée par la candidate du FN avec 15,49 %. Le second tour confirma cette tendance, Lionel Tardy devançant Denis Duperthuy (59,95 % contre 40,05 %) comme sur l'ensemble de la circonscription,.

### Les maires
Liste de l'ensemble des maires qui se sont succédé à la mairie de Lathuile :
| Période                                  | Période    | Identité        | Étiquette     | Qualité                  |
| ---------------------------------------- | ---------- | --------------- | ------------- | ------------------------ |
| 1929                                     | 1947       | Georges Dangon  | Parti radical | maître imprimeur à Paris |
| ...                                      | ...        | ...             | ...           | ...                      |
| 1953                                     | 1956 Décès | Georges Dangon  | Parti radical | ...                      |
| ...                                      | ...        | ...             | ...           | ...                      |
| mars 1989                                | juin 1995  | Jean Arnal      | S.E.          | ...                      |
| juin 1995                                | mars 2001  | Michel Lecoq    | S.E.          | ...                      |
| mars 2001                                | mars 2008  | Antoine Piccone | S.E.          | ...                      |
| mars 2008                                | En cours   | Hervé Bourne    | S.E.          | ...                      |
| Les données manquantes sont à compléter. |            |                 |               |                          |

### Instances judiciaires et administratives
La commune de Lathuile dépend du tribunal d'instance et du tribunal de grande instance d'Annecy. La cour d'appel pour la circonscription judiciaire se trouve à Chambéry (Cour d'appel de Chambéry). Elle dépend par ailleurs du tribunal pour enfants et du conseil de prud'hommes d'Annecy, ainsi que du tribunal administratif de Grenoble.

### Jumelages
À ce jour, aucune coopération décentralisée ou autres actions extérieures n'ont été mises en place.

## Population et société
Ses habitants sont appelés les Lathuiliennes et les Lathuiliens. On peut parfois trouver les formes Tuilliennes et les Tuilliens. Le sobriquet en patois pour désigner les habitants est Terra couéta de Lathiole.

### Démographie
L'évolution du nombre d'habitants est connue à travers les recensements de la population effectués dans la commune depuis 1793. Pour les communes de moins de 10 000 habitants, une enquête de recensement portant sur toute la population est réalisée tous les cinq ans, les populations de référence des années intermédiaires étant quant à elles estimées par interpolation ou extrapolation. Pour la commune, le premier recensement exhaustif entrant dans le cadre du nouveau dispositif a été réalisé en 2008.

En 2022, la commune comptait 1 076 habitants, en évolution de +4,67 % par rapport à 2016 (Haute-Savoie : +6,01 %, France hors Mayotte : +2,11 %).
| 1793 | 1800 | 1806 | 1822 | 1838 | 1848 | 1858 | 1861 | 1866 |
| ---- | ---- | ---- | ---- | ---- | ---- | ---- | ---- | ---- |
| 546  | 512  | 519  | 530  | 608  | 636  | 609  | 612  | 588  |

| 1872 | 1876 | 1881 | 1886 | 1891 | 1896 | 1901 | 1906 | 1911 |
| ---- | ---- | ---- | ---- | ---- | ---- | ---- | ---- | ---- |
| 561  | 560  | 530  | 503  | 502  | 452  | 398  | 357  | 317  |

| 1921 | 1926 | 1931 | 1936 | 1946 | 1954 | 1962 | 1968 | 1975 |
| ---- | ---- | ---- | ---- | ---- | ---- | ---- | ---- | ---- |
| 342  | 333  | 357  | 354  | 414  | 411  | 354  | 327  | 369  |

| 1982 | 1990 | 1999 | 2006 | 2008 | 2013 | 2018  | 2022  | - |
| ---- | ---- | ---- | ---- | ---- | ---- | ----- | ----- | - |
| 495  | 668  | 729  | 902  | 951  | 990  | 1 003 | 1 076 | - |

### Santé
La commune de Lathuile est attachée au « Bassin 74104 : Doussard » avec la commune de Chevaline. Ce dernier, en 2008, avait cinq médecins généralistes installés sur la commune, en 2012, ils ne sont plus que quatre, tous situés sur la commune de Doussard. La desserte médicale du bassin est estimée en septembre 2012 à 1 médecin généraliste pour 1 241 hab. (soit légèrement inférieur à la moyenne rhônalpine). D'autres services liés à la santé sont aussi implantés à Doussard, un dentiste, des infirmiers, des kinésithérapeutes, ainsi qu'une pharmacie.
Le bassin possède également une maison de retraite.
La commune de Lathuile est rattachée au service d'urgences du centre hospitalier Annecy Genevois. Anciennement idéalement placé du côté des Marquisats à Annecy, sur la RD 1508, ce dernier a dès lors déménagé en 2008 du côté de Metz-Tessy, obligeant la traversée de l'agglomération. Du côté d'Albertville, dans le département voisin, on peut également avoir accès au service du centre hospitalier intercommunal Albertville-Moûtiers.

### Enseignement
La commune de Lathuile est située dans l'académie de Grenoble. En 2015, elle administre une école maternelle et une école élémentaire regroupant 92 élèves.
L'ensemble des établissements sont rattachés, en 2013, au collège public, le collège Jean-Lachenal, situé à Faverges-Seythenex. Le collège, créé en 1966, porte le nom de l'un de ses premiers directeurs (1967 à 1979), qui fut également maire adjoint de 1959 à 1989. Certains élèves se rendent au collège de Saint-Jorioz ou les établissements privés du bassin annécien.
Les futurs lycéens poursuivent leurs études selon leurs options, dans l'un des lycées d'Annecy (lycée Gabriel-Fauré ou lycée professionnel Germain-Sommeiller, parfois le lycée Berthollet ou le lycée privé Saint-Michel). Certains optent toutefois pour l'un des enseignements d'établissements des villes du département savoyard voisin (Lycée polyvalent René-Perrin d'Ugine ou lycée général et technologique privé Jeanne-d'Arc d'Albertville).
La ville de Faverges possède cependant un établissement préparant différents diplômes dans son lycée professionnel privé La Fontaine : C.A.P. (Esthétique-cosmétique, coiffure, dessinateur en communication graphique) ; B.P. (esthétique en alternance) ainsi que B.E.P. (Bio-services, carrières sanitaires et sociales, vente action marchande) ou encore Bac Pro (artisanat et métier d’arts option communication graphique, commerce, vente). On trouve également à Faverges, un institut médico-éducatif/SESSAD Guy-Yver.

### Médias
La commune édite un bulletin municipal ainsi que des lettres d’informations Lathuile Infos distribués à tous les Lathuiliens. Il est également possible de les consulter sur le site de la commune.

#### Radios et télévisions
La commune est couverte par des antennes locales de radios dont France Bleu Pays de Savoie, ODS Radio, Radio Semnoz... Enfin, la chaîne de télévision locale TV8 Mont-Blanc diffuse des émissions sur les pays de Savoie. Régulièrement l'émission La Place du village expose la vie locale du bassin annécien. France 3 et son décrochage France 3 Alpes, peuvent parfois relater les faits de vie de la commune.

#### Presse et magazines
La presse écrite locale est représentée par des titres comme Le Dauphiné libéré, L'Essor savoyard, Le Messager - édition Genevois, le Courrier savoyard.

### Cultes
L'ancienne paroisse de Lathuile était dédiée à saint Ours. La commune est désormais intégrée à la paroisse Saint-Joseph en pays de Faverges, qui fait partie du doyenné de la Tournette, dont le siège se troue à Faverges. Elle se trouve dans le diocèse d'Annecy. Le culte catholique est célébré dans l'église de Lathuile.

### Manifestations culturelles et festivités
L'association Lathuile animation organise depuis 2016 un grand prix de caisse à savon sur route de la vie des poères.

## Économie

### Revenus de la population et fiscalité
En 2011, le revenu fiscal médian par ménage était de 38 168,5 €, ce qui plaçait Lathuile au 4 474e rang parmi les 31 886 communes de plus de 49 ménages en métropole. En 2011, 27,8 % des foyers fiscaux n'étaient pas imposables. Les indicateurs de revenus et de fiscalité communaux et dans l'ensemble de la Haute-Savoie, en 2011, sont présentés dans le tableau ci-après, :
|                                                                             | Lathuile | Haute-Savoie |
| --------------------------------------------------------------------------- | -------- | ------------ |
| Revenu net déclaré par foyer fiscal (en €)                                  | 29 412   | 32 107       |
| Part des foyers fiscaux imposables sur l'ensemble des foyers fiscaux (en %) | 72,2     | 62,3         |

Si le revenu net déclaré par foyer lathuilien est inférieur à celui de la moyenne départementale, la proportion de foyers imposables est supérieure (+ 9,9 points).

### Tissu économique
Au 31 décembre 2012, Lathuile comptait 114 établissements : 5 dans l’agriculture-sylviculture-pêche, 7 dans l'industrie, 11 dans la construction, 79 dans le commerce-transports-services divers et 12 étaient relatifs au secteur administratif. Le tableau ci-dessous détaille le nombre d'entreprises implantées selon leur secteur d'activité et le nombre de leurs salariés en 2012 :
|                                                              | Total | %     | 0 salarié | 1 à 9 salariés | 10 à 19 salariés | 20 à 49 salariés | 50 salariés ou plus |
| ------------------------------------------------------------ | ----- | ----- | --------- | -------------- | ---------------- | ---------------- | ------------------- |
| Ensemble                                                     | 114   | 100,0 | 95        | 16             | 3                | 0                | 0                   |
| Agriculture, sylviculture et pêche                           | 5     | 4,4   | 5         | 0              | 0                | 0                | 0                   |
| Industrie                                                    | 7     | 6,1   | 5         | 1              | 1                | 0                | 0                   |
| Construction                                                 | 11    | 9,6   | 10        | 1              | 0                | 0                | 0                   |
| Commerce, transports, services divers                        | 79    | 69,3  | 65        | 13             | 1                | 0                | 0                   |
| dont commerce et réparation automobile                       | 10    | 8,9   | 9         | 1              | 0                | 0                | 0                   |
| Administration publique, enseignement, santé, action sociale | 12    | 10,5  | 10        | 1              | 1                | 0                | 0                   |
| Champ : ensemble des activités.                              |       |       |           |                |                  |                  |                     |

#### Activités agricoles
Le tableau ci-dessous présente les principales caractéristiques des exploitations agricoles de Lathuile, observées sur une période de 22 ans :
|                                    | 1988 | 2000 | 2010 |
| ---------------------------------- | ---- | ---- | ---- |
| Nombre d’exploitations             | 15   | 8    | 4    |
| Équivalent Unité de travail annuel | 10   | 7    | 4    |
| Surface Agricole Utile (SAU) (ha)  | 204  | 90   | 93   |
| Cheptel (nombre de têtes)          | 249  | 111  | 96   |
| Terres labourables (ha)            | 30   | s    | s    |

#### Industrie et services
La commune compte une dizaine de PME installées sur la commune ainsi que des entreprises liées à l'activité touristique et à la restauration. Elle possède par ailleurs une zone d'activités créée en 1982, située au Bout du Lac, à proximité de la RD 1508.

#### Tourisme
Le pays de Faverges et la commune de Lathuile sont tournés vers le tourisme avec notamment la présence du lac d'Annecy, les stations de ski de La Sambuy-Seythenex, du Val de Tamié et de Montmin ainsi que l'exploitation du riche patrimoine local (musées, châteaux, etc.). La promotion touristique de la commune se fait par l'intermédiaire de l'office du tourisme de la communauté de communes, « Sources du lac d’Annecy ». L'office de tourisme cantonal, mis en place dans les années 1980, est installé dans l'ancienne mairie de la ville de Faverges.
Le territoire permet une offre touristique variée avec une cinquantaine d’établissements sur l'ensemble du territoire de la communauté de communes, soit environ 12 300 lits touristiques (dont 50 % en campings - hôtellerie de plein air). La capacité de la commune est estimée à 3 064 lits touristiques en 2013 (2 849 lits en 1995). L'offre d'hébergements de la commune se répartit entre un gîte auberge « La Ferme de Pontgibaud » offrant une capacité de 62 lits, ainsi que trois gîtes d'étape et (ou) Gîtes de France,. Si la commune, en 2012, disposait d'un hôtel celui-ci est désormais fermé. En 2012, le territoire de la commune accueille cinq campings (hôtellerie de plein air) proposant 736 emplacements.

## Culture et patrimoine

### Lieux et monuments
La commune ne compte aucun monument répertorié à l'inventaire des monuments historiques ou à l'inventaire général du patrimoine culturel. Par ailleurs, la commune ne compte aucun objets répertoriés à l'inventaire des monuments historiques ni à l'inventaire général du patrimoine culturel.

Patrimoine lathuilien
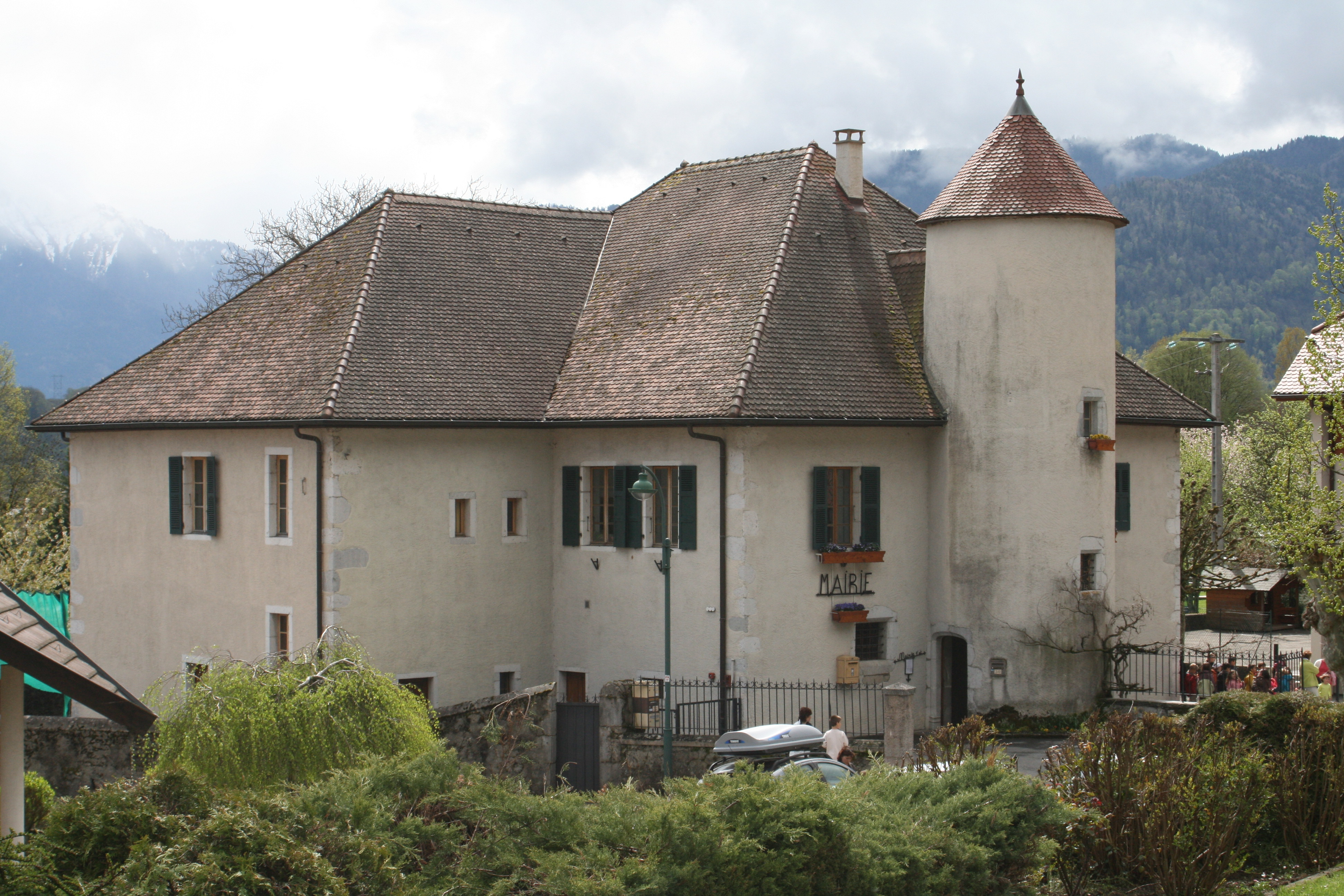
Vue du château mairie-école de la commune.
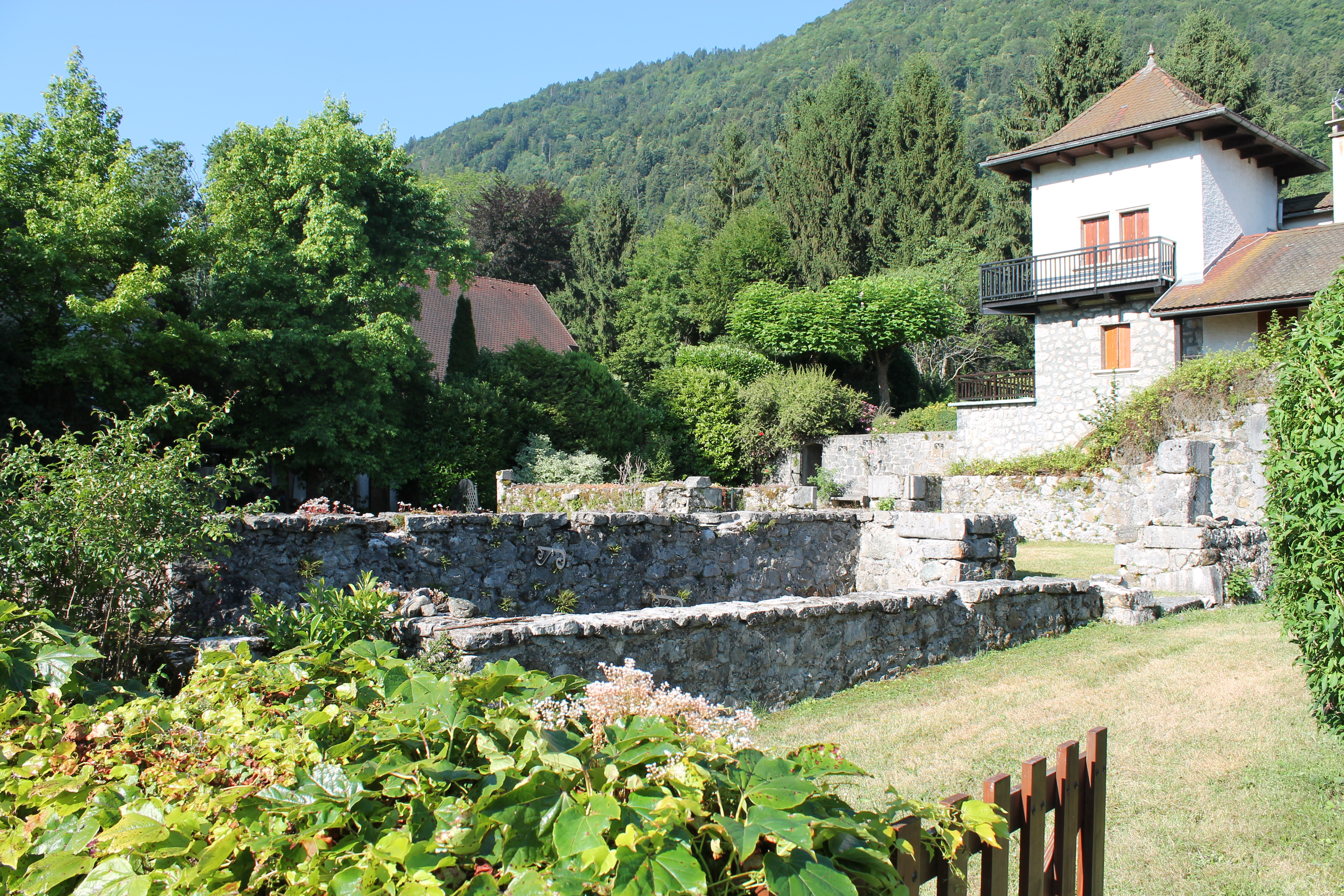
Ruines de l'ancien château de Lathuile.
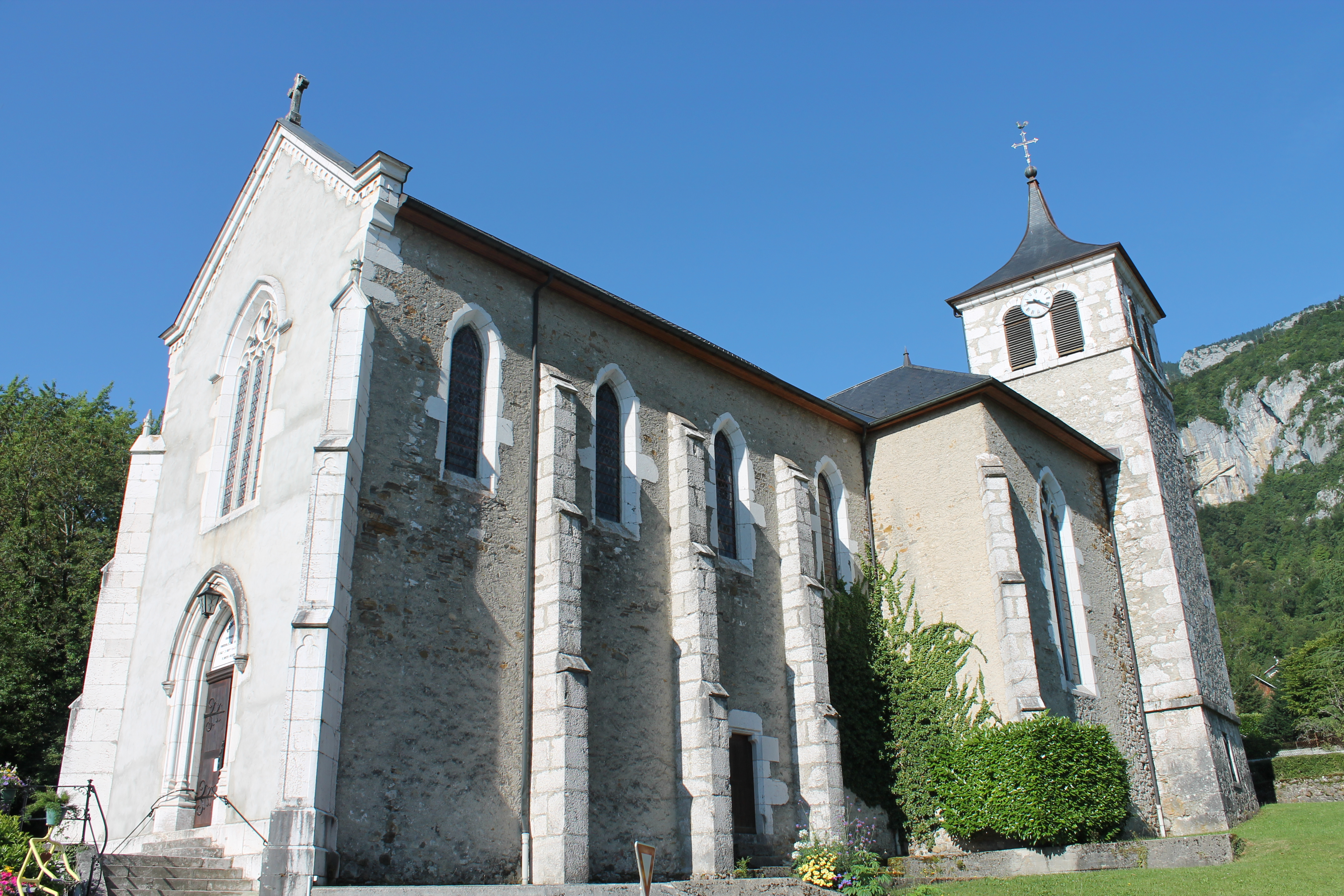
Vue de l'église dédiée à Saint-Ours.

#### Patrimoine laïc
- Des nécropoles mérovingiennes ont été découvertes sur le territoire de la commune, en juillet 1999, sur le lieu-dit Chichinal[36].
- Château de Lathuile (situé derrière l'église), en ruine. Restes de quelques murs de soubassement ainsi qu'une chapelle souterraine[72],[IPRA 3].
- Maison forte dite château de Reveu attestée dès 1485. Initialement un manoir elle appartenait à la famille noble des Bieux de Flumet avant de devenir la demeure des Reveu de Bonneville jusqu'en 1736, puis celle de la famille de l'architecte Prospère Dunant[73], avant d'être achetée par la commune en 1850. Elle est devenue la mairie et l'école du village probablement vers 1889. Elle dispose d'une tour-escalier[IPRA 4].
- Manoir, auquel a été ajoutée une tour carrée, construit entre 1888 et 1890, par Clotilde Dunant et le peintre Firmin Salabert. Revente en 1922, l'édifice devient l'hôtel les Charmilles, aujourd'hui propriété privée[Mairie 9],[IPRA 5].
- Pont Ruphy[IPRA 6] : franchissement du ruisseau de Bornette. Pont en pierre du XIXe siècle.

##### Monuments religieux
- Église Saint-Ours, dédiée à Ours de Soleure, un des lieutenants de saint Maurice d'Agaune[74],[26],[IPRA 7]. La première mention d'une église paroissiale remonte à une donation de l'évêque de Genève, Arducius de Faucigny, en novembre 1174, sous le patronage de l'abbaye de Talloires[75]. Elle possédait six chapelles. L'une des chapelles de l'église est le lieu d'ordination de saint François de Sales. Le nouvel édifice, de style néogothique, est construit selon les plans de l'architecte des Bâtiments du département et architecte diocésain, Joseph Samuel Revel (1823-1897)[36],[76],[Mairie 4] ou pseudo-gothique selon les plans de l'architecte Ruphy[26]. L'église est construite entre 1862-63, puis consacrée cinq ans plus tard[76],[Mairie 4],[26]. L'édifice a une forme de croix latine[26]. Le clocher est plus ancien et un rapport précédant la décision de la construction du nouvel édifice religieux précise : « La tour du clocher actuel étant d'une grande valeur doit servir de point de départ pour le nouvel édifice[26]. »
- Presbytère mentionnant au-dessus de la porte l'année 1839[IPRA 8].

#### Patrimoine rural
La commune possède par ailleurs un petit patrimoine hérité de son passé agro-pastoral qui a fait l'objet d'études par la direction de la Culture de la région Auvergne-Rhône-Alpes dans sa série « Les dossiers de l'inventaire » (Études sur le patrimoine).
- Chalets du Mollard[IPRA 9] ;

Par ailleurs, le « chemin de la mine » garde les traces laissées par les roues des carrioles transportant le charbon de la mine jusqu'au lac sur le chemin pavé. Les sites de Saury et les accès à la mine, conserve quelques rares traces de l'implantation des infrastructures.

#### Patrimoine naturel
La commune appartient au parc naturel régional du Massif des Bauges, qui a obtenu en septembre 2011 le label international soutenu par l’UNESCO, Geopark, devenant ainsi la 1re réserve cynégétique (faune sauvage) et 3e Géopark de France (87e mondial) Ce label récompense la politique du parc de promotion de la richesse géologique du massif des Bauges.
La commune en tant que membre du parc naturel régional inscrit une partie de son territoire dans les « espaces protégés et gérés » et au site « site Natura 2000 » de la « Partie orientale du Massif des Bauges ». Elle possède par ailleurs quatre espaces classés zone naturelle d'intérêt écologique, faunistique et floristique (ZNIEFF) avec les « Marais du Bout du Lac », l'« Ensemble fonctionnel formé par le lac d'Annecy et ses annexes » (notamment le nombre d'espèces d'odonates), les versants de la commune appartenant aux « Massifs orientaux des Bauges » et l'espace plus spécifique « Secteur sud du Taillefer à l'ouest de Chaparon ».

### Personnalités liées à la commune
- Famille de Sales, comtes de Thorens, propriétaires de l'ancien château, aujourd'hui en ruines, dont saint François, ordonné prêtre dans l'église de la paroisse[19].
- Prosper Dunant (1790-1878), architecte.
- Firmin Salabert, peintre, et son épouse Clotilde Dunant, fille du précédent et peintre également. Ces derniers font construire le manoir dans l'ancien jardin du château[Mairie 9].
- Georges Dangon (1885-1956). Maire de la commune, maître imprimeur à Paris, imprimeur de nombreux journaux dont Le Radical, L'Humanité ou encore Le Figaro. Il fut également journaliste. Officier de la Légion d'honneur et titulaire de la Croix de guerre 1914-1918[80]. Il fréquente notamment le préfet Jean Moulin[81] qu'il reçoit dans son château.
- Laure Belleville (1976), Miss France 96, Miss Pays de Savoie 95.